# Too Much Harmony
Too Much Harmony è un film musicale del 1933 diretto da A. Edward Sutherland e interpretato da Bing Crosby. Prodotto e distribuito dalla Paramount, il film uscì nelle sale degli Stati Uniti il 23 settembre 1933. Nel 1958, venne venduto alla MCA/Universal per la distribuzione televisiva.

## Produzione
Le coreografie sono firmate da LeRoy Prinz.

## Canzoni
- "Black Moonlight" di Arthur Johnston e Sam Coslow

Cantata da Kitty Kelly
- "Thanks" di Arthur Johnston e Sam Coslow

Cantata da Bing Crosby
- "Mingle with the Hoy Palloy" di Arthur Johnston e Sam Coslow

Cantata da Jack Oakie e Richard 'Skeets' Gallagher
- "The Day You Came Along" di Arthur Johnston e Sam Coslow

Cantata da Judith Allen; ripresa da Bing Crosby
- "Boo-boo-boo" di Arthur Johnston e Sam Coslow

Cantata da Bing Crosby e coro
- "Cradle Me with a Hotcha Lullaby" di Arthur Johnston e Sam Coslow

Cantata e danzata da Grace Bradley
- "I Guess It Had to Be that Way" di Arthur Johnston e Sam Coslow
- "The Two Aristocrats" di Arthur Johnston e Sam Coslow
- "Buckin' the Wind" di Arthur Johnston e Sam Coslow

Cantata da Bing Crosby